# Costa Rica en los Juegos Olímpicos de Turín 2006
Costa Rica estuvo representada en los Juegos Olímpicos de Turín 2006 por un deportista masculino que compitió en esquí de fondo.
El equipo olímpico costarricense no obtuvo ninguna medalla en estos Juegos.